# 角色扮演游戏
角色扮演遊戲（英語：Role-Playing Game，簡稱RPG）是一種遊戲类型，在遊戲中，玩家扮演虚擬世界中的一個或者幾個角色進行遊戲，玩家通過操控遊戲角色與敵人戰鬥，提升等級、收集裝備和完成遊戲設置的任務，並體驗劇情。通常這類遊戲都是由玩家扮演角色在遊戲世界中漫遊，而一路上的各種遭遇（如戰鬥、交談、會見重要人物等）則是玩家人物成長及遊戲進行的重要關鍵所在。
各類平台都有角色扮演遊戲。廣泛來說，所有的電子遊戲類型都有角色扮演的要素。例如玩家在玩運動遊戲時，可能扮演球員的角色；在玩射擊遊戲時，可能扮演戰士的角色。而角色扮演遊戲的過程就是扮演角色的過程，玩家扮演的角色經歷越誘人、個性越豐富，越能吸引玩家。
角色扮演遊戲曾被稱為「文字卡」或「文字遊戲」，其遊戲型態是基於小說的形式，故事情節和角色是此類遊戲的基本要素。角色扮演遊戲的故事基本上是固定的，玩家依照固定路線操作，經歷一連串事件後得知結局。強調人物的特性和劇情內容，讓玩家感覺到遊戲中的角色是自己扮演的。收集各種寶物、角色職業能力、以及遊戲畫面也是此類遊戲吸引玩家的要素。

## 歷史
模仿和扮演是人類的天性之一，兒童會在玩扮家家酒之類的遊戲中扮演夫妻、教師等各類角色，在西洋的古希臘和東洋的殷商時代都有各類戲劇出現。人類在數千年的歷史中，透過音樂、文學、舞蹈、戲劇、電影等藝術活動從事模仿與扮演。西方傳統的角色扮演遊戲，是桌上角色扮演遊戲。而在電腦作為遊戲平台之後，出現了電子角色扮演遊戲。

## 類型

### 桌上角色扮演遊戲

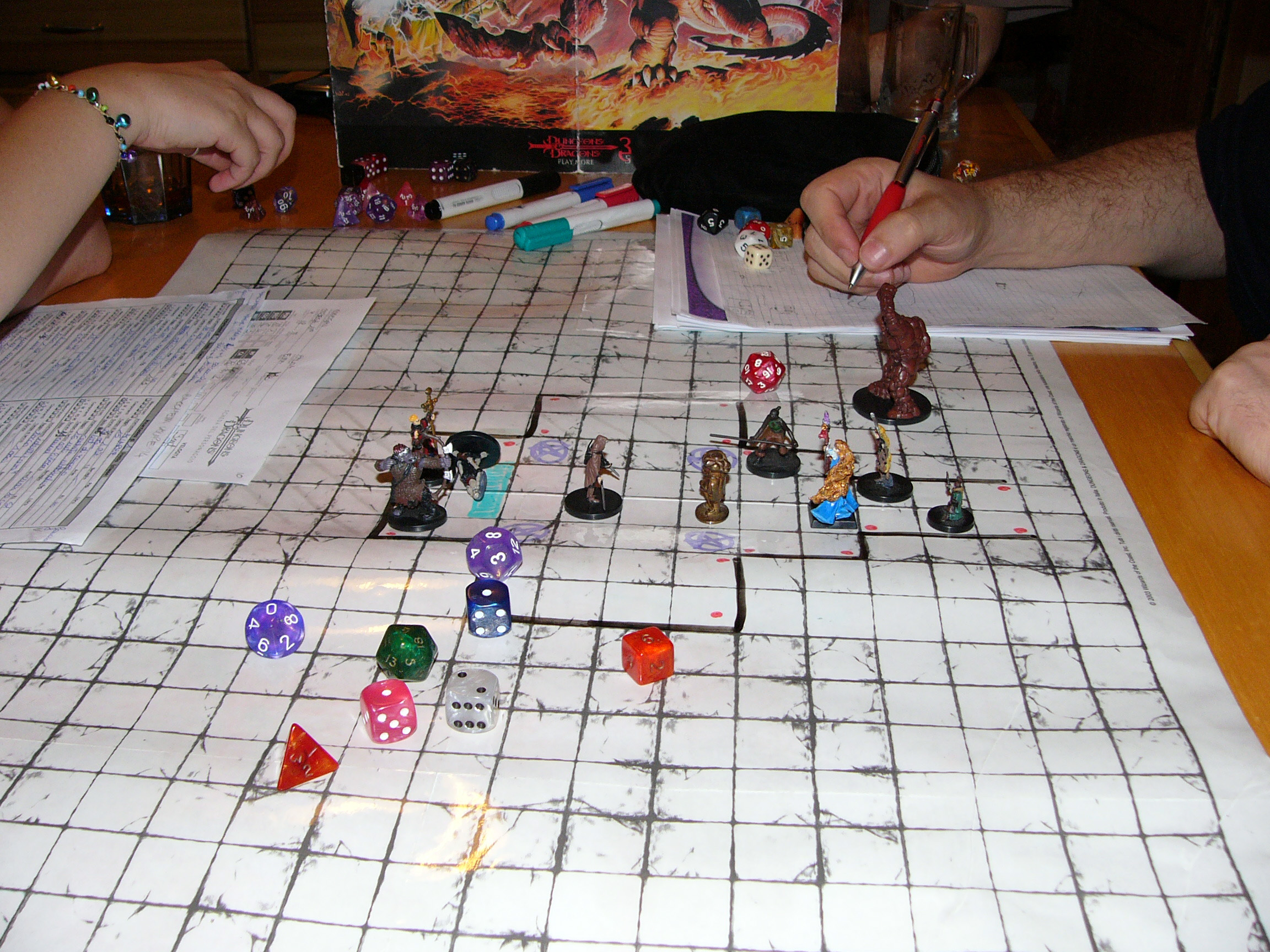
進行中的「龍與地下城」遊戲

桌上角色扮演遊戲（英語：Table-top Role Playing Game，簡稱TRPG）可以說是各種角色扮演遊戲的始祖。桌上進行角色扮演遊戲，這就是「桌上（Table-top）」名稱的由來。遊戲參與者會利用一套遊戲規則書和故事腳本，並由一名主持人與數名玩家一起進行。TRPG有點類似演戲，玩家扮演某一種演員角色，以固定的遊戲規則和故事背景來進行遊戲，例如：你可以在中古世紀的歐洲為故事背景，扮演一個高貴的騎士，而你的朋友依他的個性，扮演一個成天作奸犯科強盜，而主持人則負責扮演旁白、故事裡非玩家的角色。由此展開一場角色扮演遊戲。
參與者分為兩種，一種是每場遊戲僅一位的地下城主（英語：Dungeon Manager，簡稱DM）或遊戲主持人（英語：Game Master，簡稱GM），負責描述遊戲場景、解釋遊戲規則、推動遊戲發展並扮演非玩家角色（英語：Non Players Character，簡稱NPC）；另一種則是玩家角色（英語：Players Character，簡稱PC），由其他參與者扮演。遊戲前要確定遊戲背景和規則，遊戲的基本配備有棋盤、棋子、規則手冊等。參與者在遊戲過程中擲骰子決定步數（類似《大富翁》）及行動結果、自我表演、聆聽並敘述故事。
TRPG種類繁多，最著名且最先商業化的是1974年美國人加里·吉蓋克斯發明的《龍與地下城》，其基本設計及規則在往後數十年仍不斷演進。也影響了電子遊戲的研發，使《龍與地下城》被視為西方RPG的始祖，許多歐美RPG遵循的規則體系。
TRPG在市面上有許多種系統，較著名的有：
- 《龍與地下城》（英語：Dungeons and Dragons，簡稱D&D。著名電腦遊戲「柏德之門」即使用此系統）。
- 《泛用無界角色扮演系統》（英語：General Universal Role Playing System，簡稱GURPS）。
- 《劍之世界》（英語：Sword World RPG，著名動畫「羅德島戰記」使用的系統）。

### 電子角色扮演遊戲
桌上角色扮演游戏被改为多种电子媒体形式。早在1974年《龙与地下城》发行的当年，游戏被以《dnd》、《Dungeon》等名非官方开发于大型机大学系统。这些早年电脑RPG影响了之后的所有电子游戏，其中也包括角色扮演类型的电子游戏。
20世紀70年代，英國的理查·蓋瑞特最初想用計算機玩《龍與地下城》，以D&D為最初的編程代號設計遊戲。之後受到蘋果公司發行的Apple II影響，理查·蓋瑞特將D&D28改成圖形角色扮演遊戲，並更名為《阿卡拉貝》。理查·蓋瑞特後來將其改進並正式命名為《創世紀》，該系列至1999年共出了12款遊戲，為個人電腦平台的角色扮演遊戲奠下了基礎。《創世紀》、《巫術》、《魔法門》是當時角色扮演遊戲的代表，亦影響後世創作。
1985年，日本的艾尼克斯公司為任天堂公司的紅白機平台開發遊戲。參考《龙与地下城》及《創世紀》等遊戲，並融入東方思想及日本動漫要素後，開發出了被稱為日本國民遊戲的《勇者鬥惡龍》。該系列是電視平台角色扮演遊戲的指標。而史克威爾公司的《Final Fantasy系列》亦是日本的代表角色扮演遊戲。
中文開發的角色扮演遊戲最早是1987年的《屠龍戰記》，台灣大宇資訊開發的《仙劍奇俠傳》和《軒轅劍》是中文角色扮演遊戲的代表。
除了桌上角色扮演遊戲和電子角色遊戲外，角色扮演遊戲可分為單機角色扮演遊戲和大型多人在線角色扮演遊戲；依題材可分為歐美角色扮演遊戲、日式角色扮演遊戲和中國角色扮演遊戲；依遊戲方式可分為回合制角色扮演遊戲、動作角色扮演遊戲、策略角色扮演遊戲等。

## 基本要素
遊戲中的故事一般是用三段式的結構，由「開始」、「中間」、「結尾」所組成。美國劇作家喬瑟夫·坎貝爾研究世界上的英雄故事後，歸納出的《英雄之旅》亦常被用在角色扮演遊戲的故事中。遊戲的故事最初通常是介紹角色的基本背景、人際關係。角色原本過著日常生活，後來必須出去冒險，告別平時生活。角色可能自願或被迫踏上旅程，遇上各種考驗、敵人、良師、同伴，獲得獎勵並成長。並在達成目的後，角色回到日常生活，結束故事。故事結尾可能是開放性的，角色可能又遇到敵人或事件並再度踏上旅程。玩家是否能夠了解、認同遊戲的故事，被故事感動是角色扮演遊戲的重點。小說、戲劇和電影雖然亦是如此，但角色扮演遊戲的特色是玩家能用想像力創造故事。觀眾體驗電影劇情是被動的，但玩家體驗角色扮演遊戲劇情是主動的。
角色扮演遊戲至少需要兩種角色。一個是玩家扮演的角色，另一個是DM或計算機扮演的「對手」。角色可分為玩家角色和非玩家角色，前者是玩家能控制的角色，是玩家在虛擬世界的化身、情感寄託的對象。後者則是玩家不能控制的角色，可能協助玩家、提供資訊或委託任務、擔任一般大眾或敵人。非玩家角色可能是推動故事劇情的重要元素。